# Protolaeospira gracei
Protolaeospira gracei är en ringmaskart som beskrevs av Vine 1977. Protolaeospira gracei ingår i släktet Protolaeospira och familjen Serpulidae.
Artens utbredningsområde är havet kring Nya Zeeland. Inga underarter finns listade i Catalogue of Life.